# Oldenlandia barbata
Oldenlandia barbata är en måreväxtart som först beskrevs av Pieter Willem Korthals, och fick sitt nu gällande namn av Carl Ernst Otto Kuntze. Oldenlandia barbata ingår i släktet Oldenlandia och familjen måreväxter. Inga underarter finns listade i Catalogue of Life.